# Chippewa (rivière du Minnesota)
Pour les articles homonymes, voir Chippewa.
La rivière Chippewa est un cours d'eau qui coule dans l'État du Minnesota et est un affluent de la rivière Minnesota, donc un sous-affluent du fleuve Mississippi.

## Géographie
Son cours mesure 195 kilomètres de long.
Elle contribue au bassin fluvial du fleuve Mississippi.
La rivière prend sa source dans les lacs situés dans le comté de Douglas. La rivière traverse ensuite le comté de Grant, comté de Pope, le comté de Stevens, Comté de Swift, et le comté de Chippewa dans lequel la rivière Chippewa se jette dans la rivière Minnesota à la hauteur de la ville de Montevideo.
Une partie de son cours est maintenant canalisée.
La rivière Chippewa reçoit les eaux de deux affluents, la rivière Little Chippewa et la rivière East Branch Chippewa.